# Htukkannthein-Tempel

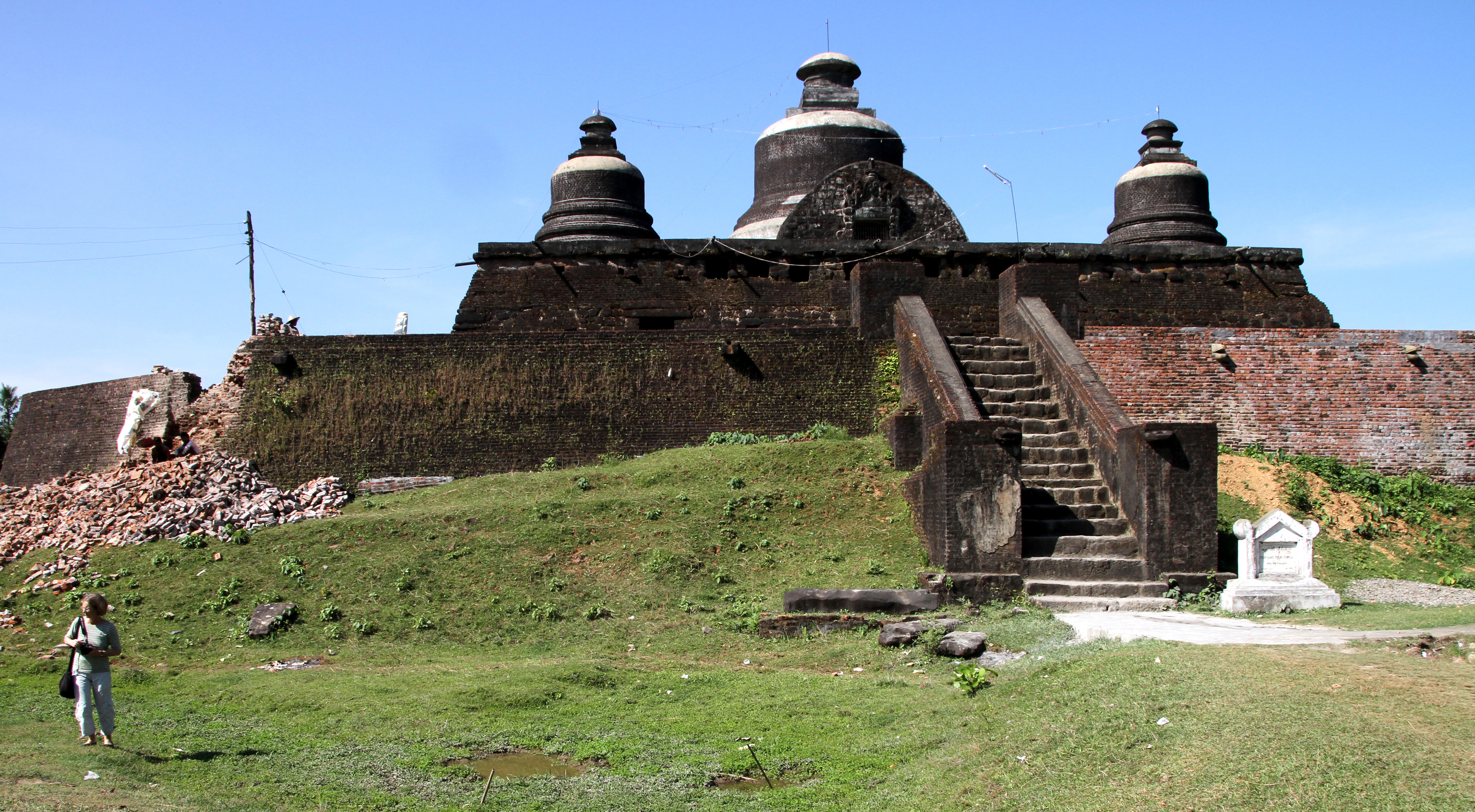
Htukkannthein

Der Htukkannthein-Tempel (birmanisch ထုက္ကန့်သိမ်; sprich: Htoke-kan-thein) ist ein buddhistischer Tempel in Mrauk U, Myanmar. Er wurde 1571 unter König Min Phalaung erbaut.

## Beschreibung
Der Tempel steht auf einem Hügel gegenüber dem Shite-Thaung-Tempel. Der Grundriss ist rechteckig mit einer Apsis über einer der Schmalseiten. Auf dieser Basis sitzt in der Mitte ein glockenförmiger Stupa mit pilzförmigem Hti. Die vier Ecken krönen kleinere Stupas, die dem zentralen sehr ähneln.

Der einzige Eingang führt über einen zweifach gewundenen gewölbten Umgang mit zahlreichen Nischen, in denen Buddha-Statuen sitzen, zu einem rechteckigen Vorraum. Von dort führt eine Treppe hinauf zur ovalen gewölbten Cella mit einem sitzenden Buddha auf einem hohen Altar.

Die Nischen im Umgang werden flankiert von Reliefs mit vielfältigen Darstellungen vornehmer Damen und Herren aus der Bauzeit des Tempels; sie vermitteln ein lebendiges Bild von der Mode dieser Epoche.

## Galerie

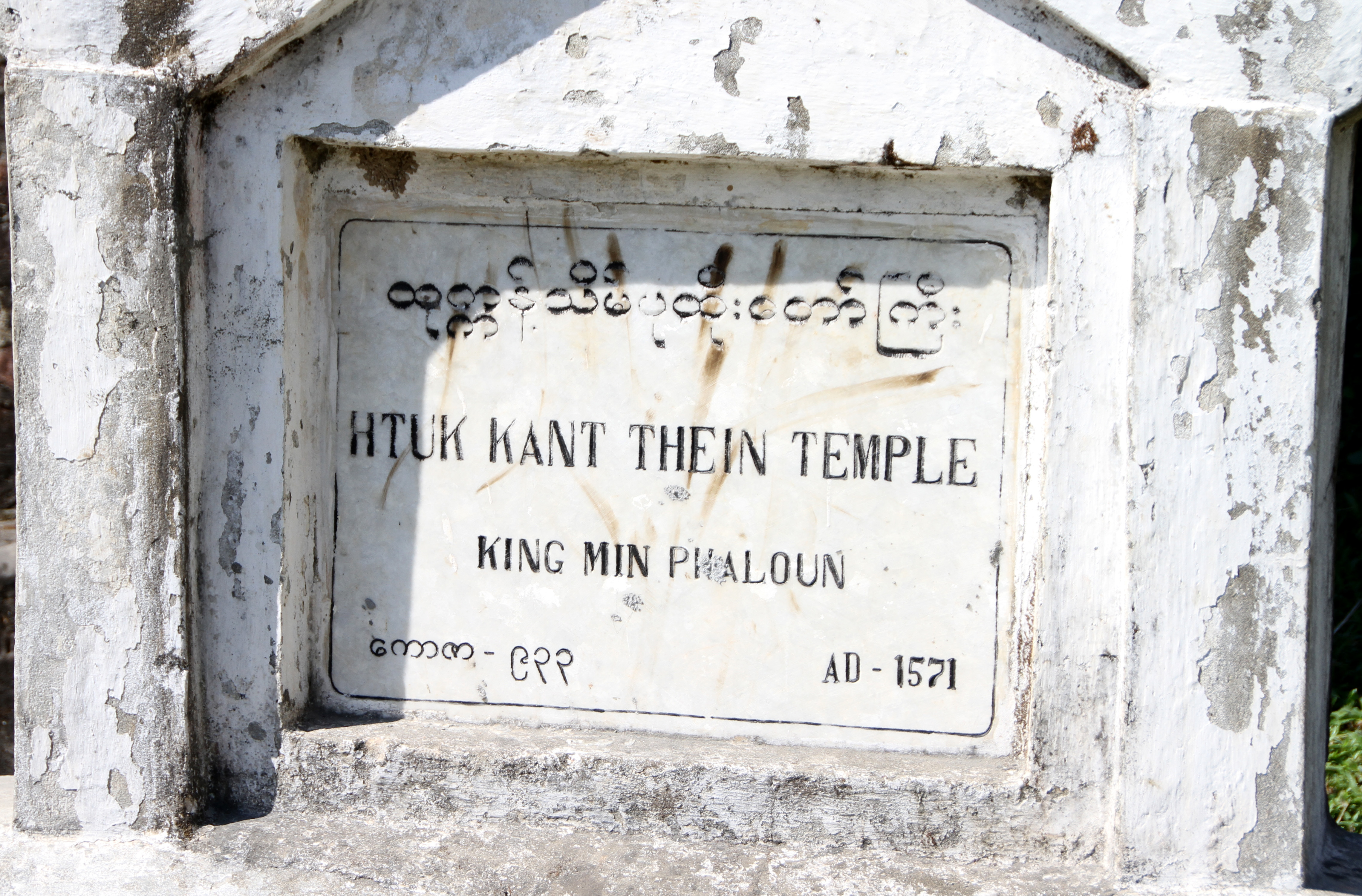
Dokumentation
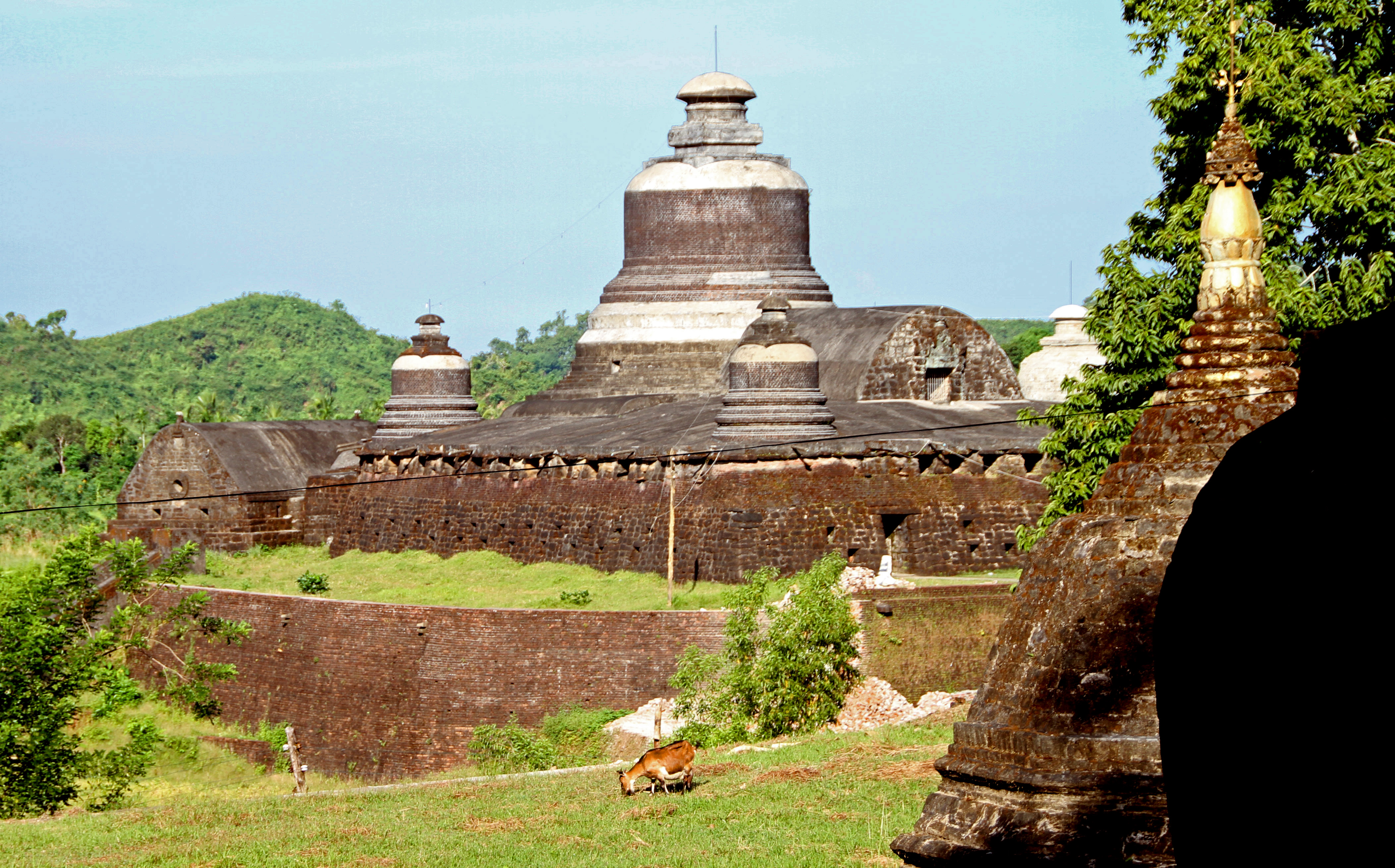
Von Shite Thaung
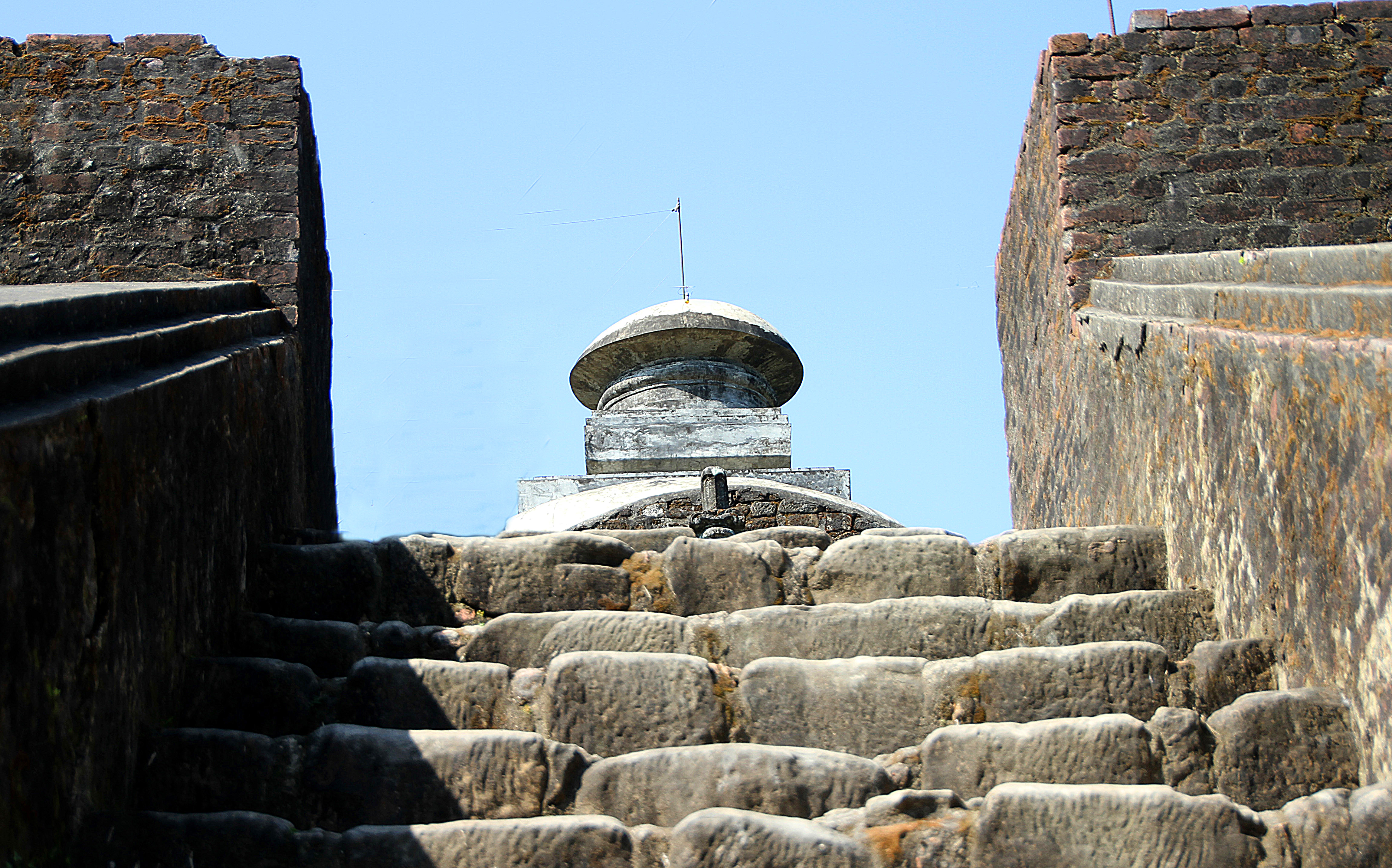
Außentreppe
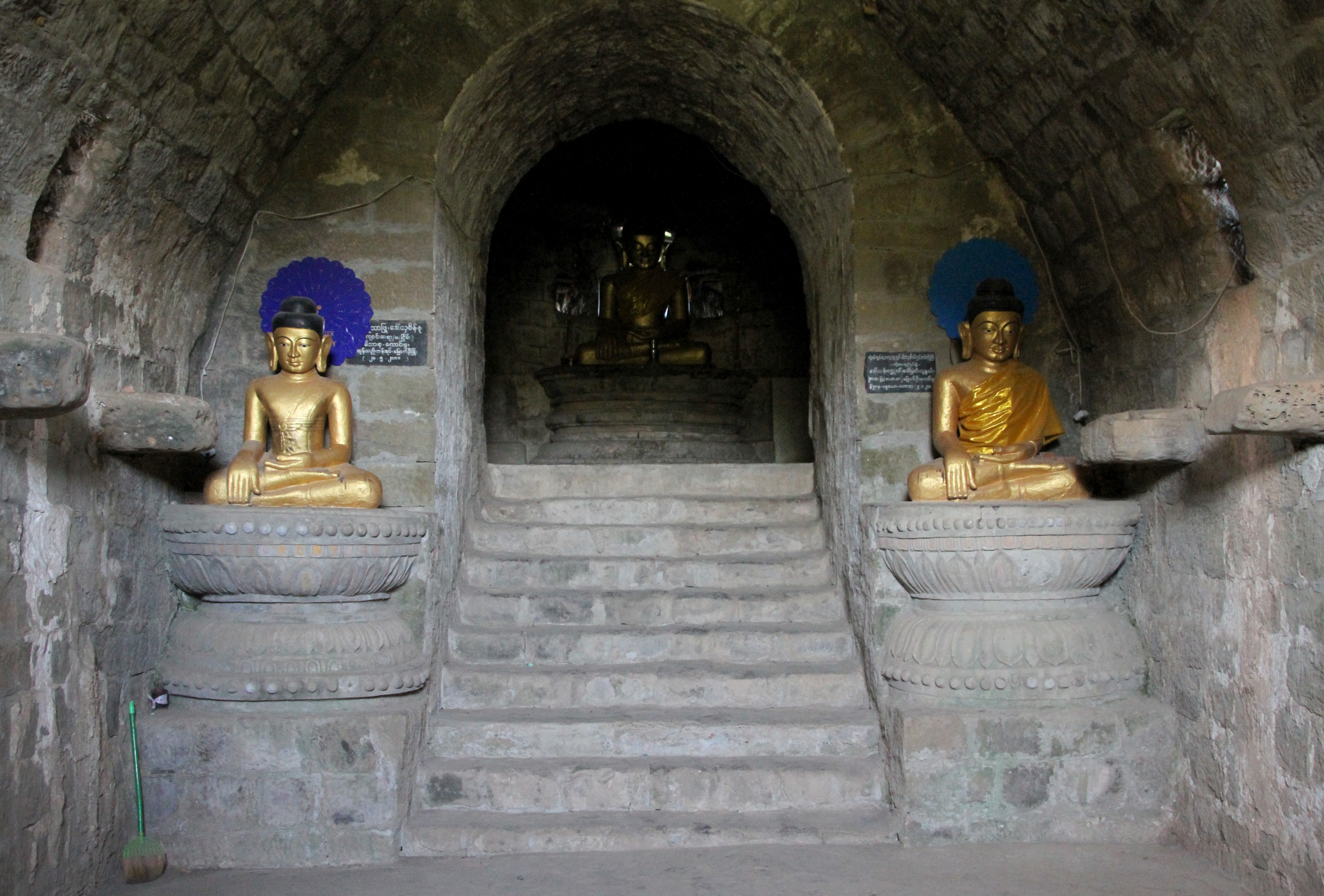
Treppe zur Cella
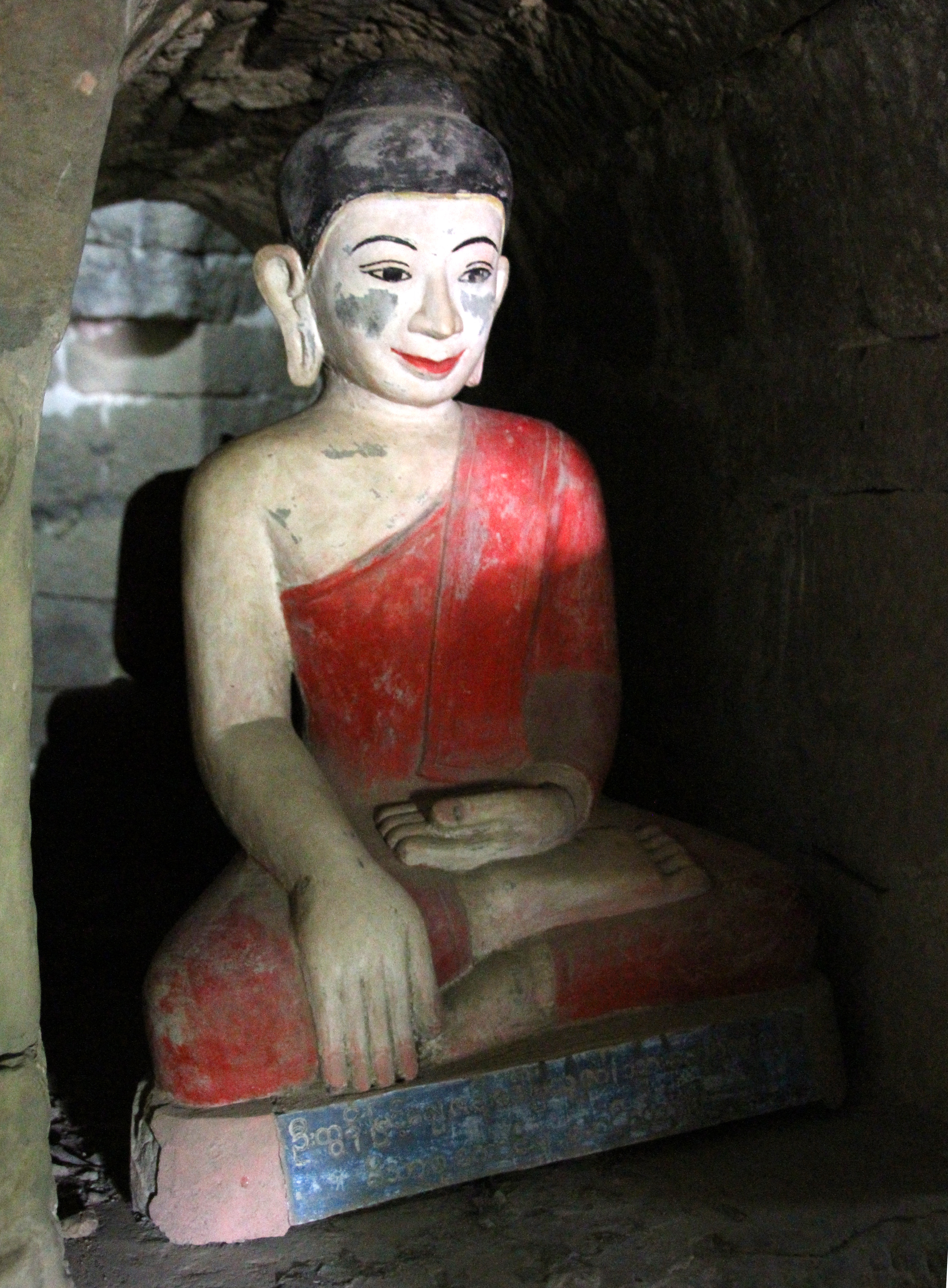
Buddha in Nische
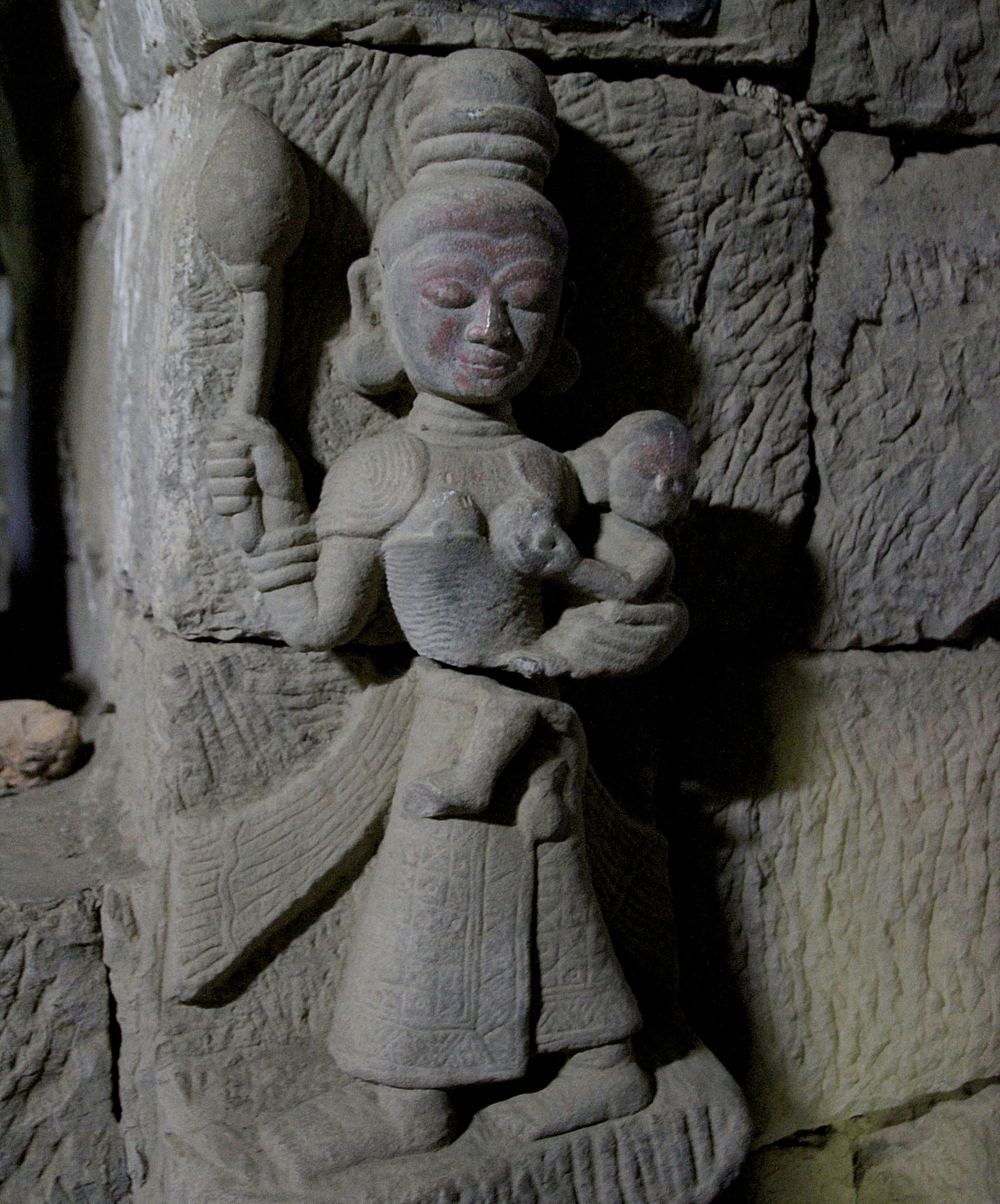
Adlige Dame mit Kind